# Tachicardia atriale focale
La tachicardia atriale focale o pura è una forma di aritmia facente parte del gruppo delle tachicardie sopraventricolari. È caratterizzata dalla presenza di un aumento del ritmo cardiaco a causa della presenza di un sito di origine ectopico del segnale elettrico del cuore, che non è situato nel nodo senoatriale bensì in un'altra localizzazione a livello degli atri. È definito da una frequenza cardiaca inferiore ai 200 bpm e da un intervallo isoelettrico tra le varie onde P. Si differenzia dalla tachicardia atriale caotica in cui il segnale di origine ha localizzazione variabile.

## Epidemiologia
Si tratta di una condizione non comune, che rende conto del 10% di tutte le forme di tachicardia sopraventricolare.

## Eziopatogenesi
La tachicardia atriale focale è caratterizzata da un focus di depolarizzazione ectopico, al di fuori del nodo senoatriale, autonomo e autoregolato. Si tratta di una condizione che può essere secondaria a un cardiomiopatia avanzata, a ipokaliemia o alla somministrazione di alcuni farmaci, tra i quali i digitalici, i betabloccanti e la teofillina. La localizzazione del punto di origine anomalo può essere a livello delle auricole, sia sinistra, sia destra, caso in cui il focus può situarsi presso la cosiddetta cresta terminale. A sinistra, invece, si situa più soventemente presso l'origine di una delle vene polmonari.

## Clinica

### Segni e sintomi
Il paziente può essere del tutto asintomatico oppure percepire palpitazioni, astenia e dispnea. Nel caso la tachicardia atriale sia prolungata nel tempo, può sopraggiungere un'insufficienza cardiaca con alterazione a volte importante della frazione di eiezione, che può regredire una volta che l'episodio tachicardico sia terminato.

### Esami di laboratorio e strumentali
L'esame elettrocardiografico permette sia la diagnosi, sia la possibilità di localizzare il focus ectopico con una buona sensibilità. Durante l'episodio acuto il tracciato mostra una tachicardia di durata e frequenza variabile, un'alterazione della morfologia delle onde P ed eventualmente una dissociazione atrio-ventricolare, presentando grandi similitudini con il flutter atriale. Tuttavia, per distinguere la tachicardia atriale focale da quella sinusale può rendersi necessario uno studio elettrofisiologico.

## Trattamento
Il trattamento medico, basato sulla somministrazione di adenosina, calcio-antagonisti, betabloccanti, farmaci antiaritmici quali la flecainide o l'amiodarone, ha sempre garantito risultati poco soddisfacenti e il protocollo terapeutico di riferimento prevede l'ablazione transcatetere del focus ectopico dopo mappatura dello stesso, che rappresenta il gold standard nel caso di pazienti sintomatici. Il trattamento ablativo permette una prognosi migliore nel lungo termine con una bassa incidenza di complicanze; tuttavia, soprattutto nei pazienti anziani o nei soggetti con malattie cardiache, il tasso di recidiva è piuttosto elevato.
L'ablazione è una metodica, che nell'ultimo decennio ha modificato il trattamento di diverse forme di tachicardia sopraventricolare, con percentuali di successo di oltre il 90%. Il trattamento della fibrillazione atriale non raggiunge ancora percentuali così elevate, mentre è presente un aumento significativo delle complicanze durante e post-procedura.